# Byttneria corylifolia
Byttneria corylifolia là một loài thực vật có hoa trong họ Cẩm quỳ. Loài này được Humb. & Bonpl. ex Schult. mô tả khoa học đầu tiên năm 1819.